# Kasteel van Kolmont
Het Kasteel van Kolmont is een kasteel in Kolmont, een gehucht nabij Overrepen in de Belgische gemeente Tongeren in de provincie Limburg. Het kasteel is gelegen aan de Burchtstraat vlak bij de ruïnes van de burcht van Kolmont.

## Gebouwen
Het kasteel bestaat uit drie vleugels opgetrokken in baksteen. Het centrale gedeelte uit 1840-1850 werd in 1920 verhoogd en aan weerszijden geflankeerd door twee identieke vleugels naar plannen van de Amsterdamse architect Eduard Cuypers. Het hoofdgebouw telt twee bouwlagen en is vijf traveeën breed. Het geheel wordt bedekt door een mansardedak uit leisteen. De middentravee wordt geaccentueerd door een risaliet en wordt bekroond door een koepel voorzien van een lantaarn. De getoogde vensters zijn voorzien van een omlijsting in blauwe hardsteen.
De achteruitwijkende gebouwen aan weerszijden van het centrale gedeelte zijn het resultaat van uitbreidingswerken in 1920 en 1924 van Eduard Cuypers. Beide zijvleugels tellen twee bouwlagen en zijn drie traveeën breed. De onderste bouwlaag van de zijvleugels is voorzien van een zuilengalerij waarboven zich een terras met balustrade bevindt. De zijvleugels worden bedekt door een schilddak. 

## Geschiedenis en bewoners
De gronden waarop het kasteel van Kolmont zich bevindt behoorden tot de heerlijkheid van Kolmont en werden op 23 juni 1761 door prins-bisschop Johan Theodoor van Beieren in erfbezit gegeven aan Arnold Christiaan de Bellefroid. In 1840-1850 liet de familie de Bellefroid - Van der Meer het oorspronkelijke middendeel optrekken. Later werd het domein dan eigendom van magistraat Armand Nicolas Alexandre Claessens (1855-1901) en zijn echtgenote Eugenia Regout (1859-1909) die er woonden tot het huwelijk van hun zoon, Armand Isidore Louis Cleassens (1883-1959). Laatstgenoemde gaf Eduard Cuypers de opdracht tot de ingrijpende verbouwing en vergroting. Nadien werd het kasteel bewoond door ridder Erard de Schaetzen, oud-burgemeester van Tongeren.